# Barcita muscosa
Barcita muscosa là một loài bướm đêm trong họ Noctuidae.